# جیکوب ملیس
جیکوب ملیس (به انگلیسی: Jacob Mellis) (زاده ۸ ژانویه ۱۹۹۱- ناتینگهام) بازیکن فوتبال انگلیسی و رده‌های مختلف ملی انگلیس است.